# Dominique Đặng Văn Cầu
Dominique Đặng Văn Cầu (Đông Giang, 17 luglio 1962) è un vescovo cattolico vietnamita, dal 29 ottobre 2022 vescovo di Thái Bình.

## Biografia
Dominique Đặng Văn Cầu è nato il 17 luglio 1962 nel comune di Đông Giang, oggi chiamato Hà Giang del distretto Đông Hưng nella provincia di Thai Binh, quartogenito di una famiglia profondamente cattolica con cinque figli. 
Ha iniziato gli studi nel 1971 entrando nel seminario minore di Mỹ Đức (uno dei distretti in cui è amministrativamente suddivisa la capitale) e rimanendovi fino al 1982, quando ha svolto il servizio di assistenza presso il vescovado di Thái Bình. Nel 1990 ha ripreso gli studi entrando nel seminario maggiore di San Giuseppe di Hanoi.
È stato ordinato presbitero il 9 marzo 1996 dal vescovo François Xavier Nguyễn Văn Sang. 
Dopo l'ordinazione è stato segretario del vescovo Nguyễn fino al 2000, quando è stato inviato in Francia per studiare presso l'Institut catholique de Paris, conseguendo il master's degree in pastorale catechista nel 2005. Tornato in patria, ha ripreso il ruolo di segretario del vescovo fino al 2009. In seguito è stato parroco della parrocchia di Văn Lăng fino al 2013, quando è stato chiamato presso il seminario maggiore di San Giuseppe di Hanoi in qualità di professore di teologia fondamentale e catechesi, fino al 2015. Nello stesso periodo ha svolto anche il ruolo di capo della commissione per la catechesi della diocesi di Thái Bình dal 2009 al 2016. È stato inoltre decano del decanato di Hưng Yên e sempre lì rappresentante del vescovo dal 2014 al 2016. Dal 2019 è stato poi primo rettore del nuovo seminario maggiore Sacro Cuore di Thái Bìn.

### Ministero episcopale
Il 29 ottobre 2022 papa Francesco lo ha nominato vescovo di Thái Bình. Ha ricevuto l'ordinazione episcopale il 31 dicembre 2022 per imposizione delle mani del suo predecessore, il vescovo Pierre Nguyễn Văn Đệ.

## Genealogia episcopale
La genealogia episcopale è:
- Cardinale Scipione Rebiba
- Cardinale Giulio Antonio Santori
- Cardinale Girolamo Bernerio, O.P.
- Vescovo Claudio Rangoni
- Arcivescovo Wawrzyniec Gembicki
- Arcivescovo Jan Wężyk
- Vescovo Piotr Gembicki
- Vescovo Jan Gembicki
- Vescovo Bonawentura Madaliński
- Vescovo Jan Małachowski
- Arcivescovo Stanisław Szembek
- Vescovo Felicjan Konstanty Szaniawski
- Vescovo Andrzej Stanisław Załuski
- Arcivescovo Adam Ignacy Komorowski
- Arcivescovo Władysław Aleksander Łubieński
- Vescovo Andrzej Stanisław Młodziejowski
- Arcivescovo Kasper Kazimierz Cieciszowski
- Vescovo Franciszek Borgiasz Mackiewicz
- Vescovo Michał Piwnicki
- Arcivescovo Ignacy Ludwik Pawłowski
- Arcivescovo Kazimierz Roch Dmochowski
- Arcivescovo Wacław Żyliński
- Vescovo Aleksander Kazimierz Bereśniewicz
- Arcivescovo Szymon Marcin Kozłowski
- Vescovo Mečislovas Leonardas Paliulionis
- Arcivescovo Bolesław Hieronim Kłopotowski
- Arcivescovo Jerzy Józef Elizeusz Szembek
- Vescovo Stanisław Kazimierz Zdzitowiecki
- Cardinale Aleksander Kakowski
- Papa Pio XI
- Vescovo Jean-Baptiste Nguyễn Bá Tòng
- Vescovo Thaddée Anselme Lê Hữu Từ, O.Cist.
- Cardinale Joseph Marie Trịnh Như Khuê
- Cardinale Paul Joseph Phạm Đình Tụng
- Vescovo Joseph Hoàng Văn Tiệm, S.D.B.
- Vescovo Pierre Nguyễn Văn Đệ, S.D.B.
- Vescovo Dominique Đặng Văn Cầu